# Бордерлайн (альбом)
Бордерлайн (стилізовано як бордерлайн) — сьомий студійний альбом російської рок-співачки Земфіри, виданий в цифровому форматі 26 лютого 2021 року.
Назву альбому було взято з англійської назви емоційно нестабільного розладу особистості (Borderline personality disorder).

## Історія створення
У серпні 2018 співачка повідомила про припинення концертної діяльності з метою роботи над новим альбомом. 4 вересня 2018 року вийшов сингл «Джозеф», написаний на вірші Йосипа Бродського. 4 листопада 2019 року на фестивалі «Parus» в Дубаї Земфіра виконала дві пісні — «Abuse» і «Goodbye», які не вийшли офіційно. 1 квітня 2020 роки з'явився сингл «Крым». Про те, які з пісень увійдуть в майбутню платівку, співачкою не повідомлялося. В кінці січня 2021 року актриса Рената Литвинова розповіла про готовність альбому, назвавши його «геніальним». 19 лютого 2021 року вийшла екранізована композиція «Остин», присвячена персонажу мобільних ігор «Homescapes» і «Gardenscapes». В ніч 26 лютого відбувся офіційний реліз платівки, що отримала назву «Бордерлайн». Разом з виходом альбому, на музичній платформі «Apple Music» Земфіра розповіла про його створення і дала коментарі про кожну з пісень. За словами співачки, одні, з яких ввійшли в реліз треків були написані в період самоізоляції, інші існували вже досить давно.

## Список композицій
| #     | Назва        | Тривалість |
| ----- | ------------ | ---------- |
| 1.    | «таблетки»   | 4:04       |
| 2.    | «ок»         | 4:05       |
| 3.    | «этим летом» | 3:09       |
| 4.    | «пальто»     | 4:29       |
| 5.    | «камон»      | 3:27       |
| 6.    | «том»        | 3:47       |
| 7.    | «жди меня»   | 3:15       |
| 8.    | «абъюз»      | 5:30       |
| 9.    | «остин»      | 4:29       |
| 10.   | «мама»       | 3:07       |
| 11.   | «крым»       | 3:40       |
| 12.   | «снег идёт»  | 4:49       |
| 47:50 |              |            |

## Записувальна група
- Земфіра — автор, продюсер, вокал, акустична гітара (трек 5), клавішні (треки 9, 12), програмування, електропіаніно
- Дмитро Ємельянов — продюсер, автор (трек 10), клавішні, гітара (треки 8, 9, 12), бас (трек 6), акустична гітара (трек 6), зведення (треки 3, 9, 10, 11), програмування
- Лука (Артур Рамазанов) — бас (треки 1, 3), гітара (трек 1), продюсер (треки 1, 3)
- Олександр Зінгер — ударні (треки 3-5, 8, 10)
- Артем Тільдіков — бас (треки 5, 8, 10, 11)
- Дмитро Павлов — гітара (треки 3, 4, 5, 6), бас (трек 4)
- Ден Маринчині — ударні (трек 9)
- Dennis Leeflang — барабани (1,11).
- Steve Barnard — барабани (2).
- Ash Soan — барабани (6).
- Darius Keeler — гітара (2), клавішні (2), продюсування (2).
- Danny Griffiths — продюсування (2).
- Joshua V. Smith — зведення (1,4,5,6).
- Jolyon Thomas — зведення (2,8,9,12).
- Рожден Анусі — зведення (7).
- George Shilling — мастеринг.
- Демна Гвасалія — ідея обкладинки.
- Данило Лебедєв — дизайн обкладинки.
- Pop Farm — менеджмент.